# Warmwell
Warmwell es una aldea ubicada en Dorset, Inglaterra, situada ocho km al sur de Dorchester, la capital del condado. En 2001, tenía una población de 97 habitantes. Existen varios edificios históricos en el lugar, así como un parque de aventuras. Constituye además un destino turístico popular.
La ruta A353 se extiende desde Weymouth en dirección este hacia el sur de esta localidad, donde se conecta con la A352 que va a la Isla de Purbeck y a Wareham.